# Juilles
Juilles település Franciaországban, Gers megyében. Lakosainak száma 229 fő (2022. január 1.). Juilles Saint-Caprais, Aubiet, Gimont, L’Isle-Arné és Montiron községekkel határos.

## Népesség
A település népességének változása:
| Lakosok száma | 193  | 182  | 168  | 222  | 224  | 222  | 220  | 219  | 222  | 229  |
|               | 1968 | 1982 | 1990 | 2006 | 2013 | 2015 | 2017 | 2019 | 2020 | 2022 |